# Campionato italiano 2023-2024 (hockey su pista femminile)
Il Campionato italiano 2023-2024 è stata la 31ª edizione del campionato italiano femminile di hockey su pista. La competizione è iniziata il 29 ottobre 2023 e si è conclusa il 16 giugno 2024.
Il torneo è stato vinto dal Roller Matera per la terza volta nella sua storia.

## Squadre partecipanti
| Club                     | Città           | Stagione precedente                                                             |
| ------------------------ | --------------- | ------------------------------------------------------------------------------- |
| Roller Matera            | Matera          | 1ª nel campionato italiano, vincitrice dei play-off scudetto, campione d'Italia |
| Roller Scandiano         | Scandiano (RE)  | -                                                                               |
| Rotellistica Scandianese | Scandiano (RE)  | 3ª nel campionato italiano, semifinale dei play-off scudetto                    |
| Valdagno                 | Valdagno        | 2ª nel campionato italiano, finale dei play-off scudetto                        |
| Versilia Forte           | Forte dei Marmi | 4ª nel campionato italiano, semifinale dei play-off scudetto                    |

## Stagione regolare

### Classifica
|  | Pos. | Squadra                  | Pt | G | V | N | P | GF | GS | DR  |
|  | ---- | ------------------------ | -- | - | - | - | - | -- | -- | --- |
|  | 1.   | Roller Matera            | 24 | 8 | 8 | 0 | 0 | 58 | 10 | +48 |
|  | 2.   | Valdagno                 | 13 | 8 | 4 | 1 | 3 | 28 | 20 | +8  |
|  | 3.   | Versilia Forte           | 10 | 8 | 3 | 1 | 4 | 18 | 30 | -12 |
|  | 4.   | Rotellistica Scandianese | 9  | 8 | 3 | 0 | 5 | 27 | 27 | 0   |
|  | 5.   | Roller Scandiano         | 3  | 8 | 1 | 0 | 7 | 14 | 58 | -44 |

Legenda:
  Squadra ammessa ai play-off scudetto.
Note:
Tre punti a vittoria, uno a pareggio, zero a sconfitta.
In caso di arrivo di due o più squadre a pari punti, la graduatoria finale è stilata secondo la classifica avulsa tra le squadre interessate che prevede, in ordine, i seguenti criteri:
- punti negli scontri diretti;
- differenza reti negli scontri diretti;
- differenza reti generale;
- reti realizzate in generale;
- sorteggio.

### Risultati
| Andata (1ª) | Andata (1ª) | Prima giornata                          | Ritorno (6ª) | Ritorno (6ª) |
|             |             |                                         |              |              |
| 29 ott.     | 12-2        | Valdagno-Roller Scandiano               | 5-0          | 4 feb.       |
| 29 ott.     | 3-2         | Rotellistica Scandianese-Versilia Forte | 1-3          | 4 feb.       |

| Andata (2ª) | Andata (2ª) | Seconda giornata               | Ritorno (7ª) | Ritorno (7ª) |
|             |             |                                |              |              |
| 5 nov.      | 2-2         | Versilia Forte-Valdagno        | 3-1          | 10 feb.      |
| 16 dic.     | 0-8         | Roller Scandiano-Roller Matera | 3-9          | 12 mag.      |

| Andata (3ª) | Andata (3ª) | Terza giornata                            | Ritorno (8ª) | Ritorno (8ª) |
|             |             |                                           |              |              |
| 19 nov.     | 5-0         | Roller-Matera-Valdagno                    | 6-2          | 4 mag.       |
| 19 nov.     | 8-2         | Rotellistica Scandianese-Roller Scandiano | 11-2         | 7 apr.       |

| Andata (4ª) | Andata (4ª) | Quarta giornata                   | Ritorno (9ª) | Ritorno (9ª) |
|             |             |                                   |              |              |
| 17 dic.     | 1-7         | Versilia Forte-Roller Matera      | 2-11         | 14 apr.      |
| 17 dic.     | 4-1         | Valdagno-Rotellistica Scandianese | 2-1          | 14 apr.      |

| \| Andata (5ª) \| Andata (5ª) \| Quinta giornata \| Ritorno (10ª) \| Ritorno (10ª) \| \| \| \| \| \| \| \| 20 gen. \| 4-1 \| Roller Matera-Rotellistica Scandianese \| 8-1 \| 5 mag. \| \| 21 gen. \| 2-1 \| Roller Scandiano-Versilia Forte \| 4-3 \| 5 mag. \| |             |                                        |               |               |
| Andata (5ª) | Andata (5ª) | Quinta giornata                        | Ritorno (10ª) | Ritorno (10ª) |
| |             |                                        |               |               |
| 20 gen. | 4-1         | Roller Matera-Rotellistica Scandianese | 8-1           | 5 mag.        |
| 21 gen. | 2-1         | Roller Scandiano-Versilia Forte        | 4-3           | 5 mag.        |

## Play-off scudetto
I play-off scudetto del campionato, disputati tramite la formula della Final Four, si sono svolti dal 15 al 16 giugno 2024 presso la tensostruttura di Matera.
|  | Semifinali               | Semifinali               | Semifinali |          |               | Finale        | Finale | Finale |  |
|  |                          |                          |            |          |               |               |        |        |  |
|  | Roller Matera            | Roller Matera            | 8          |          |               |               |        |        |  |
|  | Roller Matera            | Roller Matera            | 8          |          |               |               |        |        |  |
|  | Rotellistica Scandianese | Rotellistica Scandianese | 2          |          |               |               |        |        |  |
|  | Rotellistica Scandianese | Rotellistica Scandianese | 2          |          | Roller Matera | Roller Matera | 3      |        |  |
|  |                          |                          |            |          | Roller Matera | Roller Matera | 3      |        |  |
|  |                          |                          | Valdagno   | Valdagno | 1             |               |        |        |  |
|  | Valdagno                 | Valdagno                 | Valdagno   | Valdagno | 1             | 5             |        |        |  |
|  | Valdagno                 | Valdagno                 |            |          |               |               |        |        |  |
|  | Versilia Forte           | Versilia Forte           | 1          |          |               |               |        |        |  |